# San Lorenzo in Banale
San Lorenzo in Banale – miejscowość i gmina we Włoszech, w regionie Trydent-Górna Adyga, w prowincji Trydent.
Według danych na rok 2004 gminę zamieszkiwało 1118 osób, 18,3 os./km².
1 stycznia 2015 gmina została zlikwidowana.